# 黑尔施布罗赫
黑尔施布罗赫是德国莱茵兰-普法尔茨州的一个市镇。总面积7.27平方公里，总人口300人，其中男性158人，女性142人（2011年12月31日），人口密度41人/平方公里。